# Moeder: practisch tijdschrift voor de vrouw in het gezin
Moeder: practisch tijdschrift voor de vrouw in het gezin was een tijdschrift dat tussen 1934 en 1957 maandelijks verscheen in Nederland. Het blad was gericht aan protestantse vrouwen, en in het bijzonder aan moeders. Het tijdschrift werd in 1934 opgericht door prof. dr. J. Waterink, die aan iedere uitgave van het tijdschrift een artikel bijdroeg. Verder bevatte het tijdschrift bijdragen over mode, tuinieren, het huishouden, koken, kinderen en opvoeding. Daarnaast publiceerde het tijdschrift in korte verhalen, teksten over bekende vrouwen en was er een vraagbaak voor moeders.
In 1958 werd het tijdschrift voortgezet onder de naam Moeder Vrouwenpost, dat liep tot 1961.